# Pastel de choclo

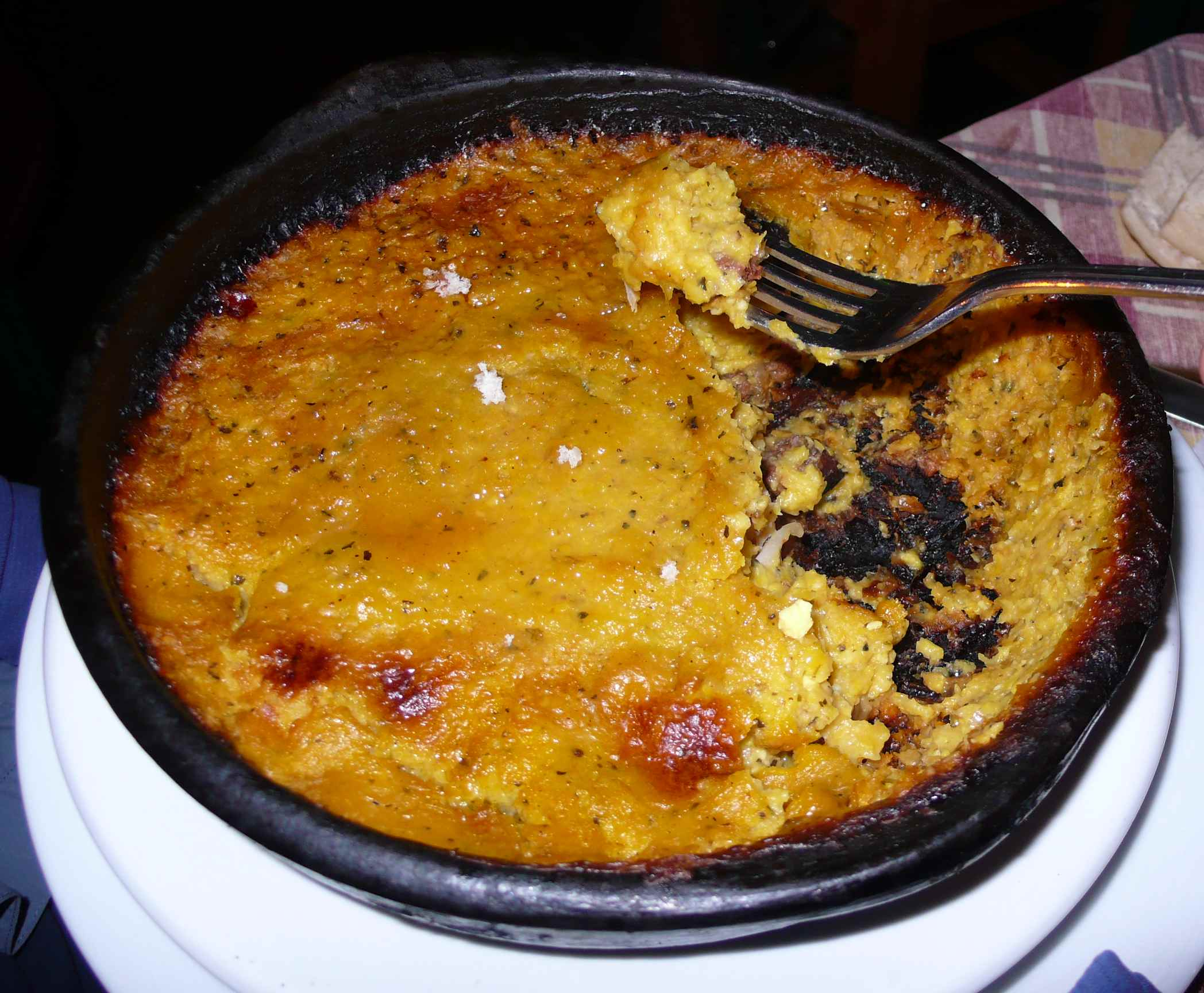
Pastel de choclo nella Paila

Il pastel de choclo (in italiano: torta di mais) , in lingua quechua choclo significa "mais tenero", il mais della nuova stagione.
Documentato per la prima volta come un piatto del Cile, è ora anche tipico dell'Argentina, della Bolivia e del Perù.
È, poi, simile al messicano pastel de elote e all'inglese budino di mais
È servito tradizionalmente in una ciotola di terracotta chiamata paila in porzioni individuali, come molti altri piatti tradizionali cileni quali la paila marina, il pastel de papa e il caldillo de congrio.
Il ripieno contiene carne di manzo, pollo, olive nere, uvetta, cipolle o fette di uova bollite.

## Preparazione
Nel tegame di terracotta si mette uno strato di pasta di mais ottenuta cuocendo a lungo i chicchi schiacciati.  Si aggiunge il ripieno di carne macinata e cipolla fritta e gli altri ingredienti, e si ricopre con altra pasta di mais.  Prima di infornare si spolvera di zucchero la superficie, per avere la caratteristica crosticina caramellata.

## Cultura di massa
- Il cantante argentino Florencio Escardó nel 1876 gli dedicò un'ode.